# Eptatretus profundus
Eptatretus profundus is een soort uit de familie der slijmprikken (Myxinidae).